# 甲狀腺疾病
甲狀腺疾病（thyroid disease）是指一些會影響甲状腺结构或功能的疾病。甲状腺位在頸部前方，會分泌甲状腺激素，透過血液來調整其他器官的機能，屬於內分泌系統中的一部份。正常情形下，甲状腺激素會調節人體內的能量使用、嬰兒及兒童的成長。
甲狀腺疾病一般可分為五種，每一種都有其症狀。也有可能一個人同時罹患這些疾病中的多種疾病：
- 甲狀腺機能低下症是由於體內的游離甲状腺激素不足所造成[2]。
- 甲状腺功能亢进症是由於體內的游離甲状腺激素過多所造成[2]。
- 結構異常，多半是甲状腺肿（甲狀腺的腫大）[2]。
- 贅生物，可能是良性的，也可能是癌症[2]。
- 甲狀腺機能異常，但沒有臨床症狀（亞臨床甲狀腺機能低下症、亞臨床甲状腺功能亢进症）[2]。

有些甲狀腺疾病（例如亞急性甲狀腺炎，或是產後甲狀腺炎），其症狀可能幾個月後就會消失，實驗室檢查的結果也都正常，不過大部份的甲狀腺疾病不會自行復原。常見的甲狀腺低下症狀包括疲倦、沒有活力、體重增加、不耐寒冷、心率低、皮膚乾燥及便秘。常見的甲狀腺亢进症狀包括易怒、焦慮、體重減輕、不耐炎熱、腹瀉及甲狀腺腫大。結構異常不一定會有症狀，不過有些患者的甲状腺結構異常會伴隨著甲狀腺亢进或是低下的症狀也可能有頸部腫脹的症狀。甲狀腺腫偶爾會壓迫呼吸道、頸部血管或是導致吞嚥困難。腫瘤（一般會稱為甲狀腺結節）會有許多不同的症狀，例如甲狀腺亢进、甲狀腺低下、頸部腫大或是壓迫到其他頸部的組織。
診斷會從病史以及身體檢查開始。對於沒有症狀的病患是否要進行甲狀腺篩查，此議題仍有爭議性，不過在美國已經採用此一作法。若懷疑甲狀腺素機能異常，可以用實驗室的檢查確診或是排除甲狀腺疾病。初步的血液檢查包括促甲状腺激素（TSH）及游離甲状腺激素（T4），比較少會檢查總三碘甲狀腺原氨酸（T3）以及游離三碘甲狀腺原氨酸的濃度。若疑似甲狀腺的自體免疫疾病，也可以檢查血液中的抗甲狀腺自身抗體。超音波、活組織檢查、放射碘掃描以及攝取研究也可能會對診斷有幫助，尤其是懷疑有結節的情形。
甲狀腺疾病的治療依其疾病種類而定。若是針對甲狀腺機能低下症，主要的治療方式是服用左旋甲狀腺素鈉，若是因為弥漫性毒性甲状腺肿造成的甲状腺功能亢进症，會用碘治療、抗甲状腺素藥物，或是手術切除甲狀腺
。甲狀腺手術除了切除甲狀腺外，也可能是移除甲狀腺結節或是減少結節大小，原因可能是因為其結構阻礙到其他組織，也可能是因為其他的考量。

## 延伸閱讀
- 甲状腺功能亢进症
  - 弥漫性毒性甲状腺肿
- 甲狀腺機能低下症
  - 桥本氏甲状腺炎
- 甲狀腺結節
- 懷孕時的甲狀腺疾病（英语：Thyroid disease in pregnancy）
- 自身免疫性甲状腺疾病
- 亚急性甲状腺炎
- 放射性甲状腺疾病

## 外部連結
- 中的“甲狀腺疾病”
- Medline Plus Medical Encyclopedia entry for Thyroid Disease （页面存档备份，存于）
- National Institutes of Health （页面存档备份，存于）